# Катори (крейсер)
Катори (яп. 香取 練習巡洋艦 катори рэнсю:дзюнъё:кан) — японский учебный крейсер, первый и головной из серии учебных крейсеров «Катори». Служил в императорском флоте Японии во время Второй мировой войны. Назван в честь синтоистского святилища (дзиндзя) в Тибе.

## Предыстория
Крейсера типа «Катори» изначально закладывались как учебные суда в 1937—1939 годах в рамках программы строительства вспомогательных судов. С началом войны на Тихом океане они стали использоваться в качестве флагманов различных флотилий (от флотилий субмарин до эскадр сопровождения). По ходу войны корабли обновлялись: на них устанавливались дополнительные зенитные орудия и аппараты для сброса глубинных бомб.

## Служба

### Начало службы
«Катори» строился компанией Mitsubishi на верфи в Йокогаме. 20 апреля 1940 года было завершено строительство, и корабль был приписан официально к базе ВМС Йокосука. 28 июля 1940 года «Катори» и крейсер «Касима» того же типа участвовали в последнем предвоенном путешествии: Этадзима — Оминато — Дайрэн — Порт-Артур — Шанхай.

### Начало войны на Тихом океане
11 ноября 1941 года командующий 6-м подводным флотом вице-адмирал Мицуми Симидзу собрал совещание своих командиров на борту крейсера «Катори» по поводу грядущего нападения на Перл-Харбор. 24 ноября крейсер отправился на острова Трук в лагуну Чуук, а в день нападения находился на Маршалловых островах у атолла Кваджалейн. 10 декабря того же года японская подводная лодка I-6 сообщила о движении в северо-восточную сторону авианосца «Лексингтон» и двух крейсеров, и Симидзу приказал своим подлодкам потопить эти корабли, однако операция успехом не увенчалось. В конце 1941 года «Катори» вернулся к Труку, а 3 января 1942 года вице-адмирал Симидзу на его борту провёл совещание по поводу операции «R» (высадка на Рабаул и Кавиенг), состоявшейся 23 и 24 января.
1 февраля 1942 года в ходе авианалёта на Кваджалейн «Катори» был атакован бомбардировщиками SBD Dauntless и торпедоносцами TBD Devastator, выпущенными с борта авианосца «Энтерпрайз». Симидзу был ранен, а «Катори» повреждён, но крейсер дошёл до Йокосуки своим ходом и встал на ремонт. В мае он вернулся на атолл, где 24 мая 1942 года командир 6-м подводным флотом вице-адмирал маркиз Тэрухиса Комацу приказал капитану группы сверхмалых субмарин Ханкю Сасаки провести нападение на Сидней-Харбор.
В августе 1942 года «Катори» снова вернулся в Йокосуку: там на борт крейсера установили два сдвоенных 25-мм зенитных орудия Тип 96 в носовой части. На островах Трук он продолжил нести свою службу, иногда наведываясь в Йокогаму. 21 июня 1943 года вице-адмирал Такэо Такаги принял командование 6-м подводным флотом, а после потери Кваджалейна «Катори» 15 февраля 1944 года был включён в Генеральное командование сопровождения.

### Гибель в бою у островов Трук

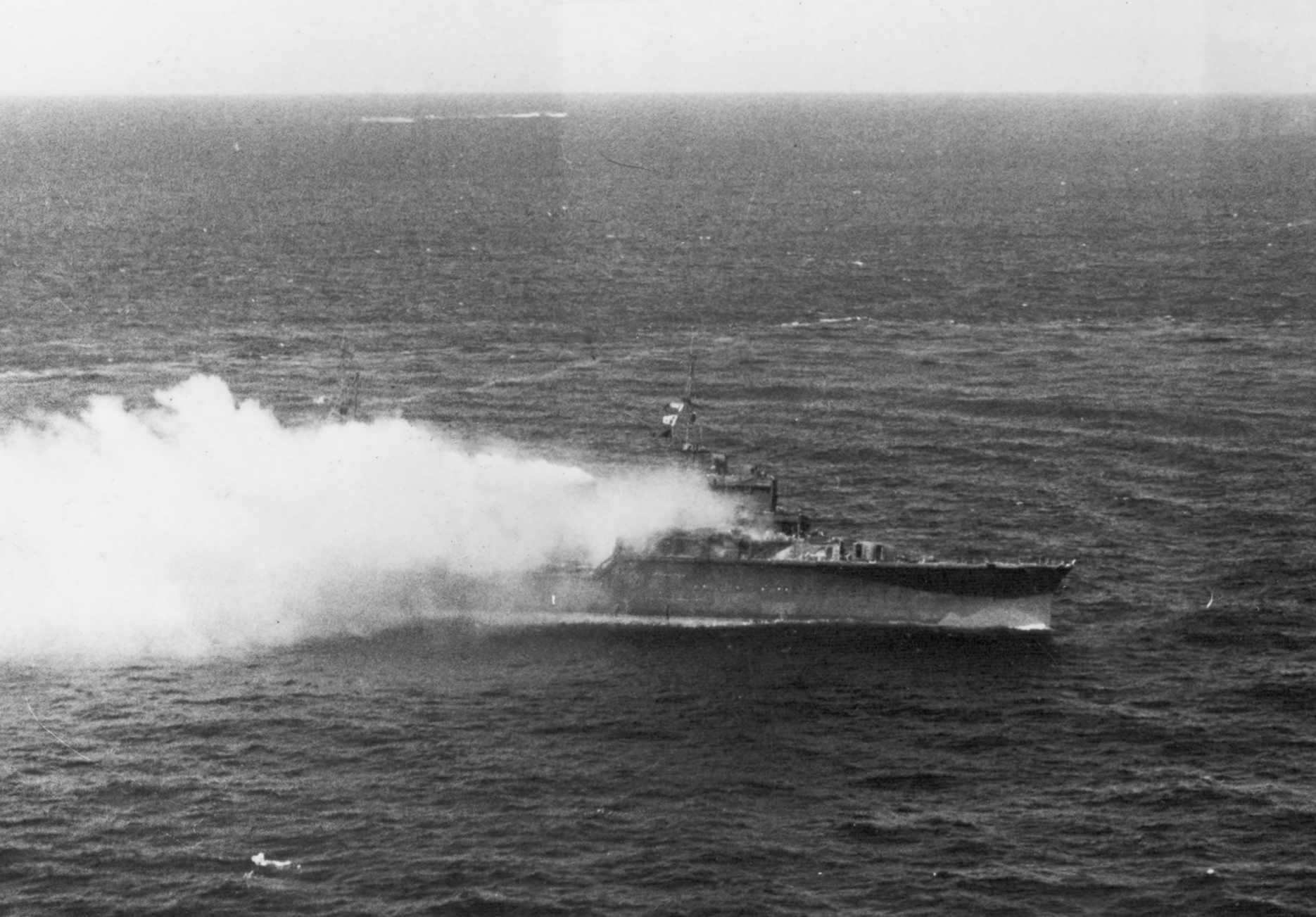
Пожар на «Катори», 17 февраля 1944 года

17—18 февраля 1944 года 58-й оперативной группой американского флота, состоявшей из 9 авианосцев и поддерживаемой 6 линкорами, 10 крейсерами и 28 эсминцами, был совершён разрушительный налёт на Трук. Незадолго до нападения «Катори» вышел из порта, сопровождая шедшие в сторону Йокосуки вооружённое торговое судно «Акаги-мару», эсминцы «Майкадзэ» и «Новаки» и тральщик «Сёнан-мару №15». Крейсер был атакован истребителями Grumman F6F Hellcat и торпедными бомбардировщиками Grumman TBF Avenger, взлетевшими с авианосцев «Йорктаун», «Интрепид», «Эссекс», «Банкер-Хилл» и «Коупенс». «Акаги-мару» в результате авианалёта пошёл ко дну, а «Катори» получил небольшие повреждения от попадания торпеды.
Однако спустя несколько часов линкоры оперативной группы 50.9 «Нью-Джерси» и «Айова», а также крейсеры «Миннеаполис» и «Нью-Орлеан» и эсминцы «Брэдфорд» и «Бёрнс» обнаружили группу «Катори» и открыли огонь. Эсминцы, прикрывавшие группу крупных кораблей, осуществили шесть торпедных залпов в сторону крейсера «Катори», кренившегося уже на левый борт. Ни одна из торпед не попала в цель, равно как и ответный торпедный залп «Катори» не увенчался успехом. С расстояния примерно 13,2588 км «Айова» сделала 46 выстрелов 406-мм осколочно-фугасными снарядами и 124 выстрела 127-мм снарядами, сделав всего 8 залпов. По данным самолётов Lockheed Hudson 17-го крыла палубной авиации, после второго залпа «Айовы» были зафиксированы попадания в «Катори», а после четвёртого залпа корабль перевернулся на левый борт: были обнаружены семь крупных отверстий диаметром 1,5 м каждое в правом борту (одно находилось под мостиком в 1,5 м над ватерлинией, ещё несколько были на уровне самой ватерлинии) и как минимум девять маленьких отверстий. Разрушения на левом борту были ещё более колоссальными. Через 5 минут под водой оказалась корма «Катори», который кренился на левый борт и уходил на дно.
Корабль был потоплен примерно в 40 морских милях (64 км) к северо-западу от островов Трук. Хотя в воде американцы видели пытавшихся спастись моряков, никаких усилий по спасению японцев предпринято не было. «Катори» был окончательно исключён из списков Императорского флота 31 марта 1944 года.